# Önnarps naturreservat
Önnarp är ett naturreservat i Ulricehamns kommun i Västra Götalands län.
Reservatet är beläget nordost om Ulricehamn och består av en sänka med rik växtlighet. Det avsattes som skyddat område 1980 och är 3 hektar stort.
Området har länge hävdats som ängsmark men under 1940-talet började det växa igen. Nu är ängen restaurerad och hävdas genom årlig slåtter. 
I de lägre delarna finns ett kärr. I reservatet trivs kåltistel och brudborste. I kärret växer vattenklöver, älggräs och kärrviol. Där finns även växter som myskbrodd, knagglestarr, loppstarr och fjällskära. I den västra delen av reservatet finns lövskog med kransrams, gulsippa, underviol och korallrot.
Området ingår i EU:s ekologiska nätverk av skyddade områden, Natura 2000 och förvaltas av Västkuststiftelsen.